# سهره زرد اتیوپیایی
سهره زرد اتیوپیایی (نام علمی: Serinus nigriceps) نام یک گونه از سرده سهره دمگاه‌زرد است. این پرنده فقط در اتیوپی و معمولاً در ارتفاعات ۲٬۰۰۰ متری زندگی می‌کند. زیستگاهش نیز مناطق نیمه‌گرمسیری یا چمن‌زار می‌باشد.